# Paolo Silvani
Paolo Silvani (Bologna, 11 gennaio 1810 – Roma, 24 dicembre 1884) è stato un politico e avvocato italiano.

## Elezioni
Venne eletto deputato alla Camera dei deputati del Regno di Sardegna e alla Camera dei deputati del Regno d'Italia per i collegi di Vergato e Urbino in diverse legislature:
- VII: eletto nell'elezione generale del 25 marzo 1860 nel collegio di Vergato (Bologna), con voti 30 su 30 votanti. Successivamente eletto nel ballottaggio suppletivo del 9 agosto 1860 nel collegio di Vergato (Bologna), con voti 111 su 114 votanti
- VIII: viene eletto nel ballottaggio del 3 febbraio 1861 nel collegio di Urbino (Pesaro e Urbino), con voti 301 su 508 votanti.
- IX: eletto nel ballottaggio del 29 ottobre 1865 nel collegio di Vergato (Bologna), con voti 192 su 285 votanti
- X: eletto nel ballottaggio del 17 marzo 1867 nel collegio di Vergato (Bologna), con voti 170 su 208 votanti
- XI: eletto nel ballottaggio del 27 novembre 1870 nel collegio di Vergato (Bologna), con voti 80 su 130 votanti
- XII: eletto nel ballottaggio del 15 novembre 1874 nel collegio di Vergato (Bologna), con voti 99 su 188 votanti